# رشمور (فلم)
رشمور (بالإنجليزية: Rushmore) فيلم دراما كوميدي أمريكي لعام 1998، من إخراج ويس أندرسون  عن مراهق غريب الأطوار يدعى ماكس فيشر (جايسون شوارتزمان في أول فيلم له)، صداقته مع رجل الصناعة الثري هيرمان بلوم (بيل موراي)، وحبهم المشترك لمعلمة المرحلة الإبتدائية روزماري كروس (أوليفيا ويليامز). شارك في كتابة الفيلم أندرسون وأوين ويلسون. تتميز الموسيقى التصويرية بالعديد من الأغاني للفرق المرتبطة بالغزو البريطاني (غزو الأغاني البريطانية للولايات المتحدة) في الستينيات. بدأ التصوير في نوفمبر 1997 في هيوستن، تكساس.
ساعد الفيلم في إطلاق مسيرة المخرج أندرسون والممثل شوارتزمان، بينما أسس «مهنة ثانية» لموراي كممثل محترم في السينما المستقلة، في جوائز إندبندانت سبيريت Independent Spirit Awards عام 1999، فاز أندرسون بجائزة أفضل مخرج وفاز موراي بجائزة أفضل ممثل مساعد. حصل موراي أيضًا على ترشيح لجائزة جولدن جلوب لأفضل ممثل مساعد. أصبح بيل موراي بدءًا من فيلم «رشمور»، متعاونًا مع المخرج ويس أندرسون في كل أفلامه اللاحقة.
كانت نتائج شباك التذاكر للفيلم متواضعة، بينما لاقى استقبالًا إيجابيًا بين نقاد السينما، وفي عام 2016، اختارته مكتبة الكونغرس للحفظ في السجل الوطني للفيلم بالولايات المتحدة باعتباره «مهمًا ثقافيًا أو تاريخيًا أو جماليًا».

## طاقم التمثيل
جيسون شوارتزمان: في دور ماكس فيشر
بيل موراي: في دور هيرمان بلوم
أوليفيا ويليامز: في دور روزماري كروس
سيمور كاسيل: في دور بيرت فيشر
بريان كوكس: في دور دكتور نيلسون غوغنهايم
ميسون جامبل: في دور ديرك كالواي
سارة تاناكا: في دور مارجريت يانغ
كوني نيلسن: في دور السيدة كالواي
لوك ويلسون: في دور الدكتور بيتر فلين
ستيفن ماكول: في دور ماغنوس بوكان
كومار بالانا: في دور السيد ليتلجينز
أندرو ويلسون: في دور المدرب بيك
ماريتا ماريش: في دور السيدة غوغنهايم
الكسيس بليدل: في دور طالب
أوين ويلسون: في دور إدوارد أبلبي (زوج روزماري المتوفى)

## ملخص أحداث الفيلم
ماكس فيشر (جيسون شوارتزمان) شاب يبلغ من العمر خمسة عشر عاماً، ويعتقد ان سبب استمراره في الحياة هو كونه طالب في المدرسة الخاصة «رشمور»، التي لا يستطيع النجاح في أي من فصولها ومناهجها، ولكنه بحق هو «ملك الأنشطة اللامنهجية»، مثل التواجد في مجتمع تربية النحل، وأيضاً كتابة وإنتاج المسرحيات المدرسية، وهناك القليل جدًا لا يفعله بعد المدرسة. تبدأ حياته في التغير، وهو يكتشف أنه موضوع في فترة المراقبة الأكاديمية. يقع ماكس في حب الآنسة روزماري كروس (أوليفيا ويليامز)، وهي معلمة جميلة في المدرسة الابتدائية في رشمور، وتتغير حياته أكثر. يضاف إلى هذا المزيج الغريب، صداقته مع هيرمان بلوم (بيل موراي)، رجل الصناعة الثري وأب للأولاد الذين يحضرون المدرسة، والذي يجد نفسه أيضًا منجذبًا إلى الآنسة كروس. يصبح مصير ماكس مرتبطًا ارتباطًا وثيقًا بمثلث الحب الغريب هذا، وكيف يبدأ في حله.
يقوم ماكس بمحاولته الأخيرة لنيل حب وتعاطف روزماري من خلال التظاهر بأنه مصاب في حادث سيارة، ليحثها على مودته. تكتشف روزماري أن إصابات ماكس مزيفة، وترفضه مرة أخرى. يقرر ماكس بعد ذلك مساعدة بلوم وروزماري على استقرار علاقتهم، من خلال دعوتها إلى حفل آخر لوضع حجر الأساس لحوض السمك، لكنها لم تحضر، ثم يدعو ماكس كل من روزماري وبلوم لحضور مسرحيته التي تحمل طابع حرب فيتنام، ويبدو أن الاثنين يتصالحان. تقام حفلة بعد عرض المسرحية، ويكشف ماكس انه كان يواعد مارجريت (سارة تاناكا)، وينتهي الفيلم بمشاركة روزماري وماكس في رقصة.

## صدور الفيلم
عرض الفيلم لأول مرة عالميًا في مهرجان تورنتو السينمائي الدولي لعام 1998 في 17 سبتمبر، كما تم عرضه في مهرجان تيلوريد السينمائي الخامس والعشرين حيث كان أحد أفلام الاستوديو القليلة التي تم عرضها واستقبالها بشكل جيد من النقاد والجماهير. تم عرض الفيلم أيضًا في مهرجان نيويورك السينمائي 1998 ومهرجان تورنتو السينمائي الدولي حيث لاقى نجاحًا كبيرًا مع النقاد. افتتح الفيلم في مدينة نيويورك ولوس أنجلوس لمدة أسبوع واحد في ديسمبر ليكون مؤهلاً لجوائز الأوسكار.

## استقبال الفيلم
افتتح فيلم «رشمور»  لمدة أسبوع في دور عرض واحد فقط في مدينة نيويورك ولوس أنجلوس في 11 ديسمبر 1998، في عطلة نهاية أسبوع واحدة، وحصل على إجمالي 43666 دولارًا أمريكيًا، وبيع 18 من 31 عرضًا.
افتتح الفيلم بعد ذلك، في إصدار واسع في 5 فبراير 1999. وتوسع من 103 إلى 830 دوراً للعرض بحلول 5 مارس 1999، محققًا 2.45 مليون دولار في الأسبوع الأول.
بلغ إجمالي الناتج المحلي لها 17.105.219 دولارًا أمريكيًا، وشباك التذاكر الدولي 1.975.216 دولارًا أمريكيًا.
منح موقع الطماطم الفاسدة الفيلم تقييم مقداره 89% بناءً على آراء 104 ناقداً فنياً، وكتب إجماع نقاد الموقع: «يطلق عليه فيلم طائفي جيد، وقصة غريبة عن التقدم في العمر، مع اداء رائع وجذاب من جيسون شوارتزمان وبيل موراي». منح موقع ميتاكريتيك الفيلم تقييم مقداره 86% بناءً على آراء 31 ناقداً فنياً.
الجماهير التي استطلعت آراءهم مؤسسة سينما سكور منحت الفيلم درجة (B) على مقياس من (A) إلى (F).
أشاد تود مكارثي، في مقالته في مجلة فارايتي بالفيلم وأنه أعطى القصة حيوية استثنائية. أشاد ريتشارد شيكل بالفيلم باعتباره كوميديا مبهجة ومضحكة، لكنه شعر أنها تنغمس في حد ذاتها أكثر من اللازم. ولاحظ أن الفيلم يجلب العديد من الأشياء العاطفية المظلمة والثقيلة، وحاول أن يختمها بطريقة مرضية. كتبت جانيت ماسلين في مراجعتها لصحيفة نيويورك تايمز، أن أندرسون ذكي بما يكفي لتجنب التحول إلى عاطفي، وملاحظة كيف يبدأ ماكس في قمة عالم رشمور ويختبر عواقب رائعة مرحب بها. اعتقد أنتوني كوين في مراجعته لصحيفة إندبندنت، أن رشمور كان مختلفًا عن جميع «مفاجآت المدارس الثانوية الأسبوعية»، واصفًا إياه بأنه «مثلث كوميدي - عصابي - رومانسي» و «دراسة في الخسارة والوحدة»، وأشاد بشوارتزمان في أداء شخصية لم تنضج عاطفيا بعد، واعتقد أن موراي قدم أداء «تحول عاطفي». أشادت ريتا كمبلي في مراجعتها لصحيفة واشنطن بوست، بأداء شوارتزمان لفوزه «بالتعاطف والعاطفة الكبيرة مع ماكس، ناهيك عن أنه يمكن أن ينمو إلى سيدني بلومنتال». منحت مجلة انترتينمنت ويكلي رشمور تصنيف (A) ورأت أن أندرسون استخدم نتائج الغزو البريطاني (في الموسيقى) في الستينيات من القرن الماضي «لتعريف تشويش ماكس المراهق». كتب جوناثان روزنباوم، في مراجعته لصحيفة شيكاغو ريدر، أن أندرسون وويلسون لا «يشتركان في الكثير، وهما في نفس الوقت الوقت، أعظم قوة وضعف الفيلم».

## روابط خارجية
- مقالات تستعمل روابط فنية بلا صلة مع ويكي بيانات